# El guerrillero del norte
El guerrillero del norte és una pel·lícula dramàtica mexicana del 1983 dirigida per Francisco Guerrero. Va participar com a part de la selecció oficial al 13è Festival Internacional de Cinema de Moscou.

## Repartiment
- Juan Valentín
- Ernesto Gómez Cruz
- Jorge Humberto Robles
- Macaria
- José Carlos Ruiz
- Silvia Manríquez
- Alfredo Wally Barrón
- Isabela Corona
- Alfonso Munguía
- Jorge Reynoso
- Alfredo Gutiérrez